# Ferdinand Forzinetti
Le commandant Ferdinand Forzinetti (1839-1909) est un officier français lié aux péripéties de l'affaire Dreyfus.

## Biographie
Né à Marseille (Bouches-du-Rhône) le 6 février 1839, ce fils d'un maçon italien s'engage en 1857. Sergent-major en 1860, il est sous-lieutenant en 1865, et fait les campagnes d'Italie et du Mexique, avec le 2e régiment étranger d'infanterie. Capitaine en 1871, il est chef de pénitencier militaire à partir de mars 1876, en fonction au pénitencier de Birkhadem en Algérie. À partir de 1865 il dirige la prison d'Alger-Bab el Oued. Nommé commandant des prisons militaires de Paris, le 15 octobre 1890, il  reçoit dans celle du Cherche-Midi, à l'automne 1894, le capitaine Dreyfus, « muré vivant dans sa chambre (dont la porte) ne devait s'ouvrir qu'en (sa) présence ». Il s'alarme de son désespoir et conçoit des doutes sur sa culpabilité.
Le  prince Albert Ier de Monaco lui fournit un emploi. Il décède à Monte-Carlo en 1909.

## Appréciation et rôle dans « l'Affaire »
Mis à la retraite par décret du 20 février 1895, Ferdinand Forzinetti participe aux travaux ministériels, et reçoit le 29 janvier 1897 un témoignage de satisfaction du ministre pour sa participation à la commission de révision des règlements pénitentiaires et la justice militaire. Mais ses relations étroites avec les dreyfusards, notamment avec Mathieu Dreyfus, l'en font écarter le 16 novembre 1897. Il témoigne à Rennes en faveur de Dreyfus tout en admirant qu'il n'ait « jamais eu un mot de haine pour ses bourreaux ». Son témoignage sert notamment à récuser celui du capitaine Lebrun-Renault, commandant le peloton qui conduisit Dreyfus de la prison à l'École militaire le 5 janvier 1895, et qui affirme que l'accusé a alors avoué sa trahison.
Dénoncé par la presse antisémite comme italien et demi-juif, Forzinetti est accusé par elle comme étant membre du « Syndicat ». Il s'était réjoui de la réhabilitation de 1906 en écrivant : « La revanche est belle et je la salue ». Son ancien prisonnier rendra hommage à son geôlier qui le dissuada d'attenter à sa vie et « qui sut allier les devoirs stricts du soldat aux sentiments les plus élevés de l'humanité ».